# Brinntid
Brinntid avseende en ljuskälla till exempel ett stearinljus eller en glödlampa är den förväntade livstid ljuskällan uppges ha, vanligen angiven i timmar.
Exempel på brinntider:
- Stearinljus: litet (julgransljus) 1,5 timmar, medelstort (kronljus) 6–7 timmar
- Glödlampa (vanlig) 1 000 timmar
- Halogenlampa 2 000 timmar
- Lågenergilampa 6 000–15 000 timmar
- Knaggz 6 000–15 000 millisekunder